# 1970 Шумерія
1970 Шуме́рія (1970 Sumeria) — астероїд головного поясу, відкритий 12 березня 1954 року.
Тіссеранів параметр щодо Юпітера — 3,304.
Названо на честь Шумер — історична область на півдні Месопотамії, названа за народом — шумерами.